# Handley Page HP.51
El Handley Page HP.51 fue una conversión monoplano del anterior y poco exitoso bombardero/transporte biplano Handley Page HP.43. El Ministerio del Aire encargó la variante de producción desde el tablero de dibujo como el bombardero Handley Page HP.54 Harrow.

## Diseño y desarrollo
Cuando la Especificación C.16/28 del Ministerio del Aire por un bombardero/transporte polimotor fracasó en producir un reemplazo satisfactorio para el Vickers Victoria, el Ministerio cambió a diseños monoplano. La Especificación C.26/31 solicitó un monoplano bimotor capaz de llevar a 24 soldados y su equipo a una distancia de más de 1480 km, a una velocidad de más de 153 km/h. Handley Page, con experiencia útil en la construcción de alas monoplano de un único larguero para su poco exitoso bombardero de propósito general HP.47, se dio cuenta de que podía acoplar el fuselaje de su fallida propuesta al C.16/28, el HP.43, a un ala monoplano. El resultado fue designado como HP.51.
Era un monoplano de ala alta en voladizo, uniéndose con el fuselaje en la misma posición que la inferior del HP.43, pero sin el ángulo negativo interno. El ala poseía una planta trapezoidal similar a la del HP.47, aunque era mucho mayor, con una envergadura de 90 pies en lugar de 58 pies. La construcción del ala del HP.47 usaba un único larguero central que formaba la parte trasera de una caja de torsión de recubrimiento sujeto a esfuerzos que llegaba hasta el borde de ataque y la confirmación de sus suposiciones de diseño mediante las pruebas de esfuerzo en el RAE permitieron una aproximación similar para el nuevo avión. Las alas del HP.51 poseían la sección RAF 34 y, como el HP.47, estaban recubiertas de tela por detrás del larguero. Había slats de borde de ataque en la mitad externa del ala, con alerones recubiertos de tela y flaps divididos internos en el borde de fuga. Las patas del tren de aterrizaje del HP.51 eran más largas que las del HP.43, porque no había sección alar con ángulo negativo: las patas principales iban verticalmente hasta el larguero, justo por detrás del montaje del motor, estando arriostradas hasta el fuselaje por un par de soportes desde las partes superior e inferior de las mismas. El tren de aterrizaje resultante poseía un amplio ancho de vía, con patas y ruedas carenados aerodinámicamente.
El fuselaje de estructura de tubos recubierta de tela era el del HP.43, aunque alargado 78,7 cm para proporcionar el momento de cola mayor requerido por las alas de cuerda más ancha del monoplano. La cola original también fue utilizada, aunque el área de todas las superficies de vuelo fue aumentada alargando los bordes de ataque y de fuga, llevando el monoplano notablemente más empenaje por debajo del plano de cola que su predecesor. El HP.51 estaba propulsado por dos motores radiales Armstrong Siddeley Tiger IV de 14 cilindros en dos filas y 560 kW (750 hp), montados en la línea de la cuerda y bajo anillos Townend anchos.
El avión fue completado en Cricklewood, desmontado y llevado al nuevo emplazamiento de Handley Page en Radlett para realizar su primer vuelo el 8 de mayo de 1935, pilotado por el comandante J.L.B.H. Cordes. Los resultados fueron tan alentadores, que Handley Page decidió anticiparse con una variante lista para entrar en producción, designada HP.54 (más tarde conocida como Harrow) y presentarla a la C.26/31 en lugar del HP.51. Al final, Handley Page no participó en la competición C.26/31 y el Harrow fue ordenado bajo una especificación redactada a propósito (la B.29/35, emitida en junio de 1935), para entrar en producción desde el tablero de dibujo. En enero de 1935, el informe final de las pruebas en el túnel de viento realizadas sobre una maqueta a escala 1:32 confirmaron lo que se había sospechado desde los datos preliminares, que con los flaps abajo, los elevadores quedaban parcialmente cegados, requiriendo el diseño de una cola revisada para el Harrow. Para probar el rediseño, el empenaje del HP.51 fue modificado con un nuevo perfil, aumentando la superficie en un 70 % y requiriendo arriostramiento externo. Las nuevas aletas eran más altas y más redondeadas, y el elevador poseía un contorno mucho más suave. Aparte del arriostramiento y el detalle de la aleta por debajo del plano de cola, la misma era ahora la del Harrow. Aunque se suponía que las pruebas de las nuevas superficies eran urgentes, se decidió equipar al HP.51 con motores Bristol Pegasus III de 515 kW (690 hp), similares a los Mk X destinados al Harrow. Estos cambios retrasaron el vuelo del avión revisado hasta casi septiembre de 1936, y no voló con la nueva cola hasta más tarde. Incluso puede que volase por primera vez con la nueva cola después del primer vuelo del Harrow, el 10 de octubre de 1936.

## Historia operacional
El único HP.51 voló en su forma revisada por poco tiempo mientras perteneció a Handley Page. En enero de 1937, el avión fue a RAF Martlesham Heath para realizar pruebas de prestaciones, luego se unió al RAE, con el que sirvió hasta principios de 1940. Durante ese periodo, estuvo involucrado en el reabastecimiento en vuelo, la instrumentación de vuelo a ciegas y los desarrollos de comunicación interna y de radio.
Algunos componentes de la cabina del avión aún perviven, los pedales del timón, la base del cuadrante de los mandos de gases de motor y otras partes. Son parte de la colección del Museo de la Real Fuerza Aérea.

## Operadores
Reino Unido
- Real Fuerza Aérea

## Especificaciones
Referencia datos: Barnes y James, 1987

### Características generales
- Tripulación: Cinco
- Longitud: 23,9 m (78,4 ft)
- Envergadura: 27,5 m (90,1 ft)
- Superficie alar: 157,9 m² (1699,7 ft²)
- Peso vacío: 5445 kg (12 000,8 lb)
- Peso cargado: 8160 kg (17 984,6 lb)
- Planta motriz: 2× motor radial de nueve cilindros refrigerado por aire Bristol Pegasus III.
  - Potencia: 515 kW (710 HP; 700 CV) cada uno.
- Hélices: 1× de cuatro palas de madera de paso fijo por motor.

### Rendimiento
- Velocidad máxima operativa (Vno): 302 km/h (188 MPH; 163 kt) [4]
- Alcance: 1530 km (826 nmi; 951 mi)

## Aeronaves relacionadas

### Secuencias de designación
- Secuencia HP._ (interna de Handley Page): ← HP.48 - HP.49 - HP.50 - HP.51 - HP.52 - HP.53 - HP.54 →